# شهرستان یوانموو
شهرستان یوانموو (به لاتین: Yuanmou County) یک شهرستان‌های جمهوری خلق چین در چین است که در ولایت خودمختار چوشیونگ یی واقع شده‌است. شهرستان یوانموو ۲٬۰۲۱ کیلومتر مربع مساحت و ۲۱۰٬۰۰۰ نفر جمعیت دارد.